# Отто Дрешер
Отто Дрешер (нім. Otto Drescher; 5 жовтня 1985 — 13 серпня 1944, Мемель) — німецький офіцер австрійського походження, генерал-лейтенант вермахту. Кавалер Лицарського хреста Залізного хреста.

## Звання
- Фенріх (1 серпня 1914)
- Лейтенант (1 січня 1915)
- Оберлейтенант (1 листопада 1916)
- Оберлейтенант поліції (7 червня 1920)
- Гауптман поліції (1 жовтня 1926)
- Майор поліції (1 вересня 1935)
- Майор вермахту (1 травня 1936)
- Оберстлейтенант (1 квітня 1938)
- Оберст (1 квітня 1941)
- Генерал-майор (1 червня 1943)
- Генерал-лейтенант (1 грудня 1943)

## Нагороди

### Перша світова війна
- Срібна медаль за хоробрість (Австро-Угорщина) 2-го класу (26 вересня 1914)
- Медаль «За військові заслуги» (Австро-Угорщина)
  - бронзова з мечами (1915)
  - срібна з мечами (4 вересня 1916)
  - срібна з мечами (12 вересня 1917)
- Хрест «За військові заслуги» (Австро-Угорщина) 3-го класу з мечами та військовою відзнакою (1916)
- Військовий Хрест Карла (21 січня 1917)
- Орден Залізної Корони 3-го класу з військовою відзнакою і мечами (29 жовтня 1917)
- Залізний хрест 2-го і 1-го класу
- Медаль «За поранення» (Австро-Угорщина) з трьома смугами

### Міжвоєнний період
- Пам'ятна військова медаль (Австрія) з мечами
- Почесний хрест ветерана війни з мечами
- Медаль «За вислугу років у Вермахті» 4-го, 3-го і 2-го класу (18 років; 2 жовтня 1936) — отримав 3 медалі одночасно.

### Друга світова війна
- Застібка до Залізного хреста
  - 2-го класу (26 вересня 1939)
  - 1-го класу (2 липня 1940)
- Німецький хрест в золоті (29 січня 1942) — як оберст і командир 434-го піхотного полку 131-ї піхотної дивізії.
- Почесна застібка на орденську стрічку для Сухопутних військ (№ 1035; 21 червня 1942) — як оберст і командир 434-го піхотного полку 131-ї піхотної дивізії.
- Медаль «За зимову кампанію на Сході 1941/42» (16 липня 1942)
- Відзначений у Вермахтберіхт (1 березня 1944)
- Лицарський хрест Залізного хреста (6 квітня 1944) — як генерал-лейтенант і командир 267-ї піхотної дивізії.
- Нагрудний знак «За поранення» в сріблі